# Vinasco
Vinasco är en ort i Mexiko.   Den ligger i kommunen Huautla och delstaten Hidalgo, i den sydöstra delen av landet, 200 km nordost om huvudstaden Mexico City. Vinasco ligger 268 meter över havet och antalet invånare är 158.
Terrängen runt Vinasco är lite kuperad. Runt Vinasco är det ganska tätbefolkat, med 65 invånare per kvadratkilometer. Närmaste större samhälle är Benito Juárez, 19,0 km söder om Vinasco. Omgivningarna runt Vinasco är en mosaik av jordbruksmark och naturlig växtlighet.